# Clintamraceae
De Clintamraceae vormen een monotypische familie van de klasse branden (Ustilaginomycetes) uit de onderklasse van de Ustilaginomycetidae. De familie bevat alleen Clintamra.